# Serre-Chevalier
44°56′40″N 6°34′0″E / 44.94444°N 6.56667°E
Serre Chevalier je regija u alpskom dijelu Francuske koju čine gradić Briançon i obližnja sela Chantemerle, Villeneuve i Le Monêtier-les-Bains, te jedan od vodećih francuskih skijaških resursa. 
Posjetitelji tog centra zimskog turizma, u kojem se održavaju i službena skijaška natjecanja (Svjetski kup), mogu uživati u skijanju na uređenim stazama dužine 250 km i koristiti čak 61 ski liftova. U vlasništvu je kompanije CDA.  
Osim zimskog, Serre Chevalier nastoji razviti i ljetni turizam, a u ponudi su vožnja kajakom, šetnja planinskim stazama, brdski biciklizam, te ine rekreacijske i športske aktivnosti. 

U Serre Chevaileru, 5. prosinca 1999., najbolja hrvatska skijašica Janica Kostelić osvojila je svoju prvu slalomsku utrku u Svjetskom kupu.  

## Vanjske poveznice
- Turistički ured Serre Chevaliera